# Division 2 i Speedway
Division 2 i Speedway är den lägsta serien för speedway i Sverige. Serien var tidigare uppdelad i två serier Norra och Södra. Men körs från 2008 som en serie. Serien skiljer sig från de högre serierna, då alla lag samlas på en bana och kör en 5-lagsmatch.